# Modjo
Pour les articles homonymes, voir Mojo et Isidore Modjo.
Modjo est un groupe français de house, originaire de Paris, actif entre 1998 et 2002. Il se fait connaître au début de l'été 2000 avec le single Lady (Hear Me Tonight). Le groupe se sépare en 2002.

## Histoire
Modjo est un duo composé de Romain Tranchart (né en 1976) et de Yann Destal (né en 1978). Romain Tranchart a déménagé avec sa famille en Algérie et au Mexique, pour finalement vivre au Brésil. Là-bas, il commence à apprendre la guitare, trouvant son inspiration dans les classiques du jazz. À cette époque, il devient un fan de house, influencé par DJ Sneak, Ian Pooley, et Daft Punk. Il sort son premier single house sous le nom de Funk Legacy intitulé What You're Gonna Do, Baby sur Vertigo Records en 1998. Plus tard, il décide d'entrer à l'American School of Modern Music de Paris, la division française de la Berklee School of Music.
Également parisien, Yann apprend à jouer de la flûte et de la clarinette dès son plus jeune âge. À mesure, il devient profondément influencé par les Beatles, les Beach Boys, David Bowie et d'autres groupes pop. Il commence à jouer de la batterie en les imitant. Il a également appris à jouer du piano et de la guitare. Plus tard, il s'achète une machine d'enregistrement à quatre pistes et commence à écrire des chansons et à chanter. Fasciné davantage par les voix que par les leaders charismatiques, il aime des groupes tels que Aerosmith, The Police et Queen et devient dernièrement un grand fan des divas du RnB.
Romain rencontre Yann à l’American School of Modern Music, où ils étudient le jazz et de multiples instruments. Le duo écrit Lady (Hear Me Tonight) leur premier single sur le sample de Soup for One de Chic. Lady sort à l'été 2000 et connaît un beau succès, étant classé dans les charts de nombreux pays. Chillin et What I Mean le suivent rapidement, jusqu'à la rentrée 2001, où le groupe sort enfin son premier album, Modjo, et gagne une Victoire de la musique dans la catégorie « Album de Musique électronique ». Le groupe se sépare en 2002.
En 2003, Yann Destal signe son premier album solo, The Great Blue Scar. La même année, Romain Tranchart réalise un remix de California pour Mylène Farmer qui sera présent sur l'album RemixeS de cette dernière. En 2005, Romain Tranchart collabore avec la chanteuse française RoBERT en remixant deux de ses titres, Nickel (clip réalisé par Philippe Gautier), et Personne, sur son quatrième album, Six pieds sous terre. En 2008, Romain est ingénieur du son sur Sexuality, le troisième album de Sébastien Tellier. En 2011, Yann Destal est dans le court métrage Les Pseudonymes de Nicolas Engel, une comédie musicale principalement tournée au Havre. Par la suite, Yann Destal participe à l'album des Dax Riders où il interprète RaspberryDisco, remixé par la suite par The Toxic Avenger.

## Discographie

### Album studio
| Titre                                                              | Détails de l'album                                           | Meilleure position | Meilleure position | Meilleure position | Meilleure position | Meilleure position |
| Titre                                                              | Détails de l'album                                           | ALL                | AUT                | FIN                | FRA                | SUI                |
| ------------------------------------------------------------------ | ------------------------------------------------------------ | ------------------ | ------------------ | ------------------ | ------------------ | ------------------ |
| Modjo                                                              | - Date : 18 septembre 2001 - Label : Universal - Format : CD | 30                 | 41                 | 39                 | 21                 | 13                 |
| « — » indique que le titre n'est pas sorti ou classé dans le pays. |                                                              |                    |                    |                    |                    |                    |

Liste des pistes

### Singles
| Titre                                                              | Année | Meilleure position | Meilleure position | Meilleure position | Meilleure position | Meilleure position | Meilleure position | Meilleure position | Meilleure position | Meilleure position | Certifications                                   | Album |
| Titre                                                              | Année | AUS                | AUT                | FIN                | FRA                | ALL                | P-B                | SUI                | R-U                | É-U                | Certifications                                   | Album |
| ------------------------------------------------------------------ | ----- | ------------------ | ------------------ | ------------------ | ------------------ | ------------------ | ------------------ | ------------------ | ------------------ | ------------------ | ------------------------------------------------ | ----- |
| Lady (Hear Me Tonight)                                             | 2000  | 10                 | 8                  | 3                  | 7                  | 2                  | 3                  | 1                  | 1                  | 81                 | - AUS : Or - ALL : Or - SUI : Platine - R-U : Or | Modjo |
| Chillin’                                                           | 2001  | 35                 | 56                 | 3                  | 44                 | 38                 | 41                 | 10                 | 12                 | —                  |                                                  | Modjo |
| What I Mean                                                        | 2001  | —                  | 64                 | —                  | 88                 | 67                 | —                  | 17                 | 59                 | —                  |                                                  | Modjo |
| No More Tears                                                      | 2002  | —                  | —                  | —                  | —                  | —                  | —                  | 91                 | —                  | —                  |                                                  | Modjo |
| On Fire                                                            | 2002  | —                  | —                  | —                  | —                  | —                  | —                  | —                  | —                  | —                  |                                                  | Modjo |
| « — » indique que le titre n'est pas sorti ou classé dans le pays. |       |                    |                    |                    |                    |                    |                    |                    |                    |                    |                                                  |       |